# اثر تماشاگر
اثر تماشاگر یا اثر کنارایستاده (به انگلیسی: Bystander effect) یک رخداد روان‌شناسانه اجتماعی است و به مسائلی اشاره می‌کند که افراد از کمک‌کردن به دیگران در شرایط اضطراری و همچنین در حالتی که افراد دیگری حاضر هستند اجتناب می‌کنند. احتمال یاری‌رساندن به افراد با تعداد تماشاگران ارتباط دارد، به بیان دیگر این سخن بدین معنی است که هر چقدر تعداد تماشاگران حاضر در موقعیت پیش آمده، بیشتر باشد، احتمال اینکه فردی از آنان، به شخصی که نیاز به کمک دارد، کمک کند، کم‌تر است. زمانی که شرایطی اضطراری رخ می‌دهد، ناظران و شاهدان صحنه، در صورتی که اندک یا تنها باشند، احتمال اینکه به کمک بشتابند بیشتر است.
هنگامی که یک موقعیت اضطراری رخ می‌دهد، ناظران در صورت وجود تعداد کمی یا عدم وجود شاهدان دیگر، به احتمال زیاد اقدام می‌کنند. حضور در یک جمعیت بزرگ باعث می‌شود که هیچ فردی مجبور نباشد مسئولیت یک عمل (یا عدم اقدام) را به عهده بگیرد.
علت بروز اثر تماشاگر توزیع مسئولیت و تأثیر اجتماعی است.

## شکل‌گیری نظریه
در سال ۱۹۶۴ در شهر نیویورک، ساعاتی پس از نیمه‌شب دختری به نام کیتی جنویس(kitty Genovese) هنگام بازگشت به خانه در کریدور مجتمع آپارتمانی محل سکونت خود مورد حمله مردی قرار گرفت. کیتی با قاتل خود گلاویز شد و بیش از نیم ساعت با فریادهای کمک خواستن، همه همسایگان را از خواب بیدار کرد. طبق گزارش، حداقل ۳۸ نفر از پنجره‌های آپارتمان‌های خود ناظر کشمکش آن‌ها بودند. نه تنها هیچ‌کس شخصاً به یاری کیتی نشتافت، بلکه حتی یک‌نفر هم به پلیس تلفن نکرد و بالاخره کیتی در مقابل چشمان تماشاچیان بی‌تفاوت به قتل رسید.
انتشار این خبر جامعه علمی را تکان داد و آن‌هان به تکاپو افتادند تا علت یا علت‌های احتمالی این بی‌تفاوتی را دریابند.

## نظریه اثر تماشاگر
اثر تماشاگر زمانی اتفاق می‌افتد که حضور دیگران، فرد را از مداخله در موقعیت‌های اضطراری، مثلاً در هنگام حمله یا جنایت دیگری، منصرف کند. هر چه تعداد ناظران بیشتر باشد، کم‌تر احتمال دارد که هر یک از ناظران به فرد درمعرض خطر کمک کند. همچنین هرچه تعداد ناظران کم‌تر باشد، احتمال اینکه افراد دست به اقدام بزنند، بیشتر است.
روان‌شناسان اجتماعی، بیب لاتانه و جان دارلی(Bibb Latané& John Darley popularized)، پس از قتل بدنام کیتی جنویس در شهر نیویورک، مفهوم اثر تماشاگر را ایجاد کردند. در یک سری از مطالعات کلاسیک، محققان دریافتند که تعداد ناظران بر مدت زمانی که شرکت‌کننده برای کمک به دیگران نیاز دارد، تأثیرگذار است.
در یک آزمایش، آزمودنی‌ها در یکی از شرایط درمانی زیر قرار گرفتند:
1. به تنهایی در یک اتاق
2. با دو شرکت‌کننده دیگر در یک اتاق

وقتی شرکت‌کنندگان نشسته بودند و پرسش‌نامهها را پر می‌کردند، دود اتاق را فرا می‌گرفت. زمانی که شرکت‌کنندگان تنها بودند، ۷۵ درصد آن‌ها، دود را بلافاصله به آزمایش‌کنندگان گزارش کردند. در مقابل، تنها ۳۸ درصد از شرکت‌کنندگانی که با دو نفر دیگر در اتاق بودند، دود را گزارش کردند.
در نهایت لاتانه و دارلی تأثیر تماشاگر را به دو عامل نسبت دادند:
1. توزیع مسئولیت به این معنی که هر چه تماشاگران بیشتری وجود داشته باشد، مسئولیت شخصی کمتری برای اقدام، احساس خواهد شد.
2. تاثیراجتماعی به این معنی که افراد بر رفتار اطرافیان خود نظارت می‌کنند تا نحوه عمل خود را تعیین کنند.[۴]

## ماهیت موقعیت اضطراری
عده‌ای از محققان به بررسی موقعیت اضطراری پرداخته و کوشیده‌اند تا عواملی را که برخاسته از ماهیت این گونه موقعیت‌ها هستند برشمرده و نشان دهند این عوامل هستند که مانع از دخالت ناظران در یک موقعیت اضطراری می‌شوند نه کم بودن عاطفه نوع‌دوستی یا عدم احساس مسئولیت. این محققان ویژگی‌های یک موقعیت اضطراری را به شرح زیر توضیح می‌دهند:
- موقعیت اضطراری ممکن است متضمن آسیب یا تهدیدی برای دخالت‌کننده و شامل گرفتاری‌های گوناگون برای وی باشد؛ مثلاً در نظر بگیرید که کسی در نزاع به عنوان میانجی دخالت کرده است، احتمال کتک خوردن خود او در این میانجیگری بسیار است.
- موقعیت‌های اضطراری موقعیت‌هایی غیرعادی و کمیاب‌اند و ممکن است ناظران تجربه‌ای در مورد انجام اقدامات لازم در چنین موقعیت‌هایی نداشته باشند؛ مثلاً فردی ناگهان در خیابان دچار سکته قلبی می‌شود و به زمین می‌افتد، ناظران ممکن است واقعاً ندانند که با یک بیمار سکته قلبی چه باید کرد و چه نوع کمک‌های اولیه‌ای را باید به او رساند.
- موقعیت اضطراری یک عمل فوری را می‌طلبد؛ یعنی فرد ناظر باید فوراً به یک تصمیم‌گیری برسد. بدون اینکه فرصت بررسی جوانب امر و راه‌حل‌های متعدد را داشته‌باشد. طبعاً همهٔ افراد دارای چنین سرعت عمل و زمان واکنش کوتاهی نیستند.[۲]

## وضعیت فرد ناظر و درک او از موقعیت اضطراری
گروهی دیگر از محققان حالت‌های فرد ناظر را مورد بررسی قرار می‌دهند و به این نتیجه می‌رسند که عدم دخالت ناظران ناشی از بی‌عاطفگی آنان نیست؛ بلکه حاصل دو فرایند مشخص است که آن‌ها را غفلت جمعی و لوث‌مسئولیت نامیده‌اند.
غفلت جمعی ناظر بر این نکته است که تماشاچی یک صحنه اضطراری، آن را تا چه حد به‌عنوان یک موقعیت اضطراری درک می‌کند؛ مثلاً اگر زن و مردی در خیابان مشغول نزاع هستند و مرد زن را کتک می‌زند آیا تماشاچی مرد را قاتلی می‌داند که قصد کشتن زن را دارد یا اینکه آن را یک نزاع بین زن و شوهر می‌پندارد؟
عامل تعیین‌کننده و مهم دیگر در دخالت نکردن ناظران، حضور دیگران در صحنه است. وقتی فردی به تنهایی ناظر یک صحنه اضطراری است همه بار مسئولیت کمک‌رسانی و دخالت در آن موقعیت، بر دوش او سنگینی می‌کند اما وقتی بیش از یک نفر ناظر یک موقعیت اضطراری باشند میزان دخالت شدیداً افت می‌کند. به عبارت دیگر هرگاه یک موقعیت اضطراری وجود دارد که بیش از یک نفر در آن حضور داشته باشند، لوث مسئولیت رخ می‌دهد. سه ایده وجود دارد که این پدیده را توضیح می‌دهد:
1. تعهد اخلاقی برای کمک فقط بر دوش یک نفر نیست، بلکه بر روی دوش کل گروهی است که شاهد شرایط اضطراری هستند.
2. سرزنش کمک نکردن متوجه چند نفر است.
3. فرد اعتقاد دارد یکی دیگر از تماشاچیان در گروه کمک خواهدکرد.[۵]

## وضعیت فرد نیازمند به کمک
در این زمینه محققان بر عواملی همچون جنس، نژاد، سن و حالت فرد نیازمند از این جهت که ناظران آن را مستحق و شایسته دریافت کمک بدانند یا نه تأکید ورزیده‌اند و آزمایشاتی را انجام داده‌اند؛ مانند پیلیاوین و رودین در سال ۱۹۶۹ که در نتیجه آزمایش‌ها، آن‌ها چنین گزارش کرده‌اند:
- از نظر سنی، کودکان و پیران بیشتر شانس دریافت کمک دارند تا جوانان.
- از نظر جنسی فردی که نیازمند به کمک است اگر زن باشد شانس دریافت کمک بیشتری دارد تا زمانی که مرد باشد.
- از نظر نژادی، کمک‌رسانی و دخالت در موقعیت اضطراری بین هم‌نژادها بیشتر دیده می‌شود، به‌ویژه اگر فرد نیازمند به کمک مست باشد. گویی هم‌نژادها سعی می‌کنند فرد هم‌نژاد خود را که مست است هر چه زودتر از صحنه دور کنند تا سبب بدنامی نژاد آنان نشود.
- شانس دریافت کمک در مجموع در حالت بیماری بیشتر است تا در حالت مستی.
- رو به رو شدن مستقیم ناظر با موقعیت اضطراری، احتمال دخالت را بیشتر می‌کند تا وقتی که دربارهٔ موقعیت اضطراری فقط مطالبی را شنیده‌باشد. ظاهراً شنیدن سبب ایهام موقعیت می‌شود.

وجود الگو می‌تواند در کمک‌رسانی تأثیر داشته باشد. در یک آزمایش، برای سنجیدن قوت لوث مسئولیت، محققان از یک نفر به‌عنوان الگو یا سرمشق استفاده کردند، بدین معنی که الگو یا سر مشق در صحنه دخالت می‌کرد. مشاهده شد که به محض اقدام فرد سرمشق، ناظران بی‌تفاوت از حالت بی‌تفاوتی به درآمده و به کمک فرد نیازمند می‌شتابند.

## زمینه‌های نظری دربارهٔ رفتار کمک‌رسانی
صاحب‌نظران روان‌شناسی اجتماعی در مورد انگیزه‌های زیربنایی رفتار کمک‌رسانی نظریههایی ارائه کرده‌اند که در زیر به چهار نظریه اشاره می‌کنیم:
1. نظریه هم‌حسی - نوع‌دوستی: طبق این نظریه شخصی که شاهد یک موقعیت اضطراری است، در او هم‌حسی برانگیخته می‌شود و این انگیزه او را وادار به دخالت و ارائه کمک می‌کند. چنین شخصی صرفاً بدین خاطر که فرد درگیر در موقعیت اضطراری نیاز به کمک دارد، اقدام به کمک می‌کند و همچنین به این خاطر که کمک به دیگران خوشایند است و شخص از این کار احساس خوبی پیدا می‌کند.
2. نظریه تسکین حالت منفی: طبق این نظریه شخصی که ناظر یک موقعیت اضطراری است، نوعی عواطف منفی در او برانگیخته می‌شود یا اینکه به خاطر عامل دیگری احساسی منفی را تجربه می‌کند؛ بنابراین، در موقعیت دخالت می‌کند و به فرد نیازمند کمک می‌رساند تا با کاهش دادن رنج فرد نیازمند، به کاهش این عواطف منفی در خود کمک کند.
3. نظریه لذت همدلانه: طبق این نظریه شخصی که ناظر یک موقعیت اضطراری است، مشاهده آن موقعیت منجر به تمایل به‌عمل و اثر مثبت‌گذاشتن بر قربانی آن موقعیت می‌شود. شخص ناظر در این موقعیت وارد کمک می‌شود تا دست به فعالیتی بزند که نتیجه‌ای موفقیت‌آمیز دربرداشته و احساس خوشایندی برای کمک‌کننده به وجود آورد.
4. نظریه جبر ژنتیکی: طبق این نظریه شخصی که ناظر یک موقعیت اضطراری است، نوعی تمایل ناخودآگاه در او برای کمک برانگیخته می‌شود تا قربانی موقعیت اضطراری را که از نظر ژنتیکی با خود او شبیه است نجات دهد. کمک رسانی او به منظور به حداکثر رساندن شانس بقای ژن‌هایی است که شبیه ژن‌های خود او هستند.[۲]

## اثر تماشاگر در کسب‌وکارها
اثر تماشاگر یکی از مفاهیم مهم در جهان کسب‌وکار است که می‌تواند تأثیرات قابل‌توجهی بر روند عملکرد و موفقیت یک شرکت داشته باشد. این مفهوم به این اعتقاد می‌انجامد که واکنش‌ها و نظرات مشتریان و مخاطبان به محصولات، خدمات، یا تجربه کسب‌وکار می‌تواند به‌طور مستقیم بر عملکرد مالی و شناخت برند تأثیر بگذارد.
یکی از تأثیرات اساسی این پدیده بر روی کسب‌وکارها، افزایش یا کاهش فروش و درآمد است. زمانی که مشتریان متوجه می‌شوند تعداد زیادی از افراد دیگر نیز به محصول یا خدمات مشابهی علاقه‌مند هستند، احتمال خرید آن‌ها افزایش می‌یابد. به عنوان مثال، اگر یک رستوران همیشه پر از مشتریان باشد، احتمالاً دیگران نیز به آنجا علاقه‌مند خواهندشد و این باعث افزایش فروش و درآمد می‌شود.
همچنین، این پدیده می‌تواند بر روی شناخت برند و اعتبار آن تأثیر بگذارد. زمانی که مشتریان شاهد شوند دیگران نیز از محصولات یا خدمات یک کسب‌وکار استفاده می‌کنند و با آن راضی هستند، اعتماد و اعتبار برند افزایش می‌یابد. این موضوع می‌تواند به‌طور مستقیم به افزایش مشتریان و پایداری کسب‌وکار کمک کند.
به علاوه، اثر تماشاگر می‌تواند تأثیرات منفی نیز داشته‌باشد. انتقادات و نقدهای عمومی می‌توانند منجر به افت شناخت برند و کاهش فروش شود. همچنین، در مواقع بحرانی یا وقوع مشکلات، عدم اقدام فوری و مؤثر می‌تواند به آسیب‌های جدی برای کسب‌وکار منجر شود.
به‌طور خلاصه، پدیده اثر تماشاگر می‌تواند تأثیرات چشمگیری بر روی عملکرد و موفقیت یک کسب‌وکار داشته‌باشد، از جمله افزایش یا کاهش فروش، تأثیر بر شناخت برند، و مواجهه با چالش‌های منفی نظیر انتقادات؛ بنابراین، مدیران کسب‌وکار نیاز دارند که این پدیده را به دقت درک کرده و استراتژی‌های مناسب برای مدیریت آن را اتخاذ کنند تا به پیشرفت و رشد پایدار دست یابند.